# Janitzio (Revueltas)

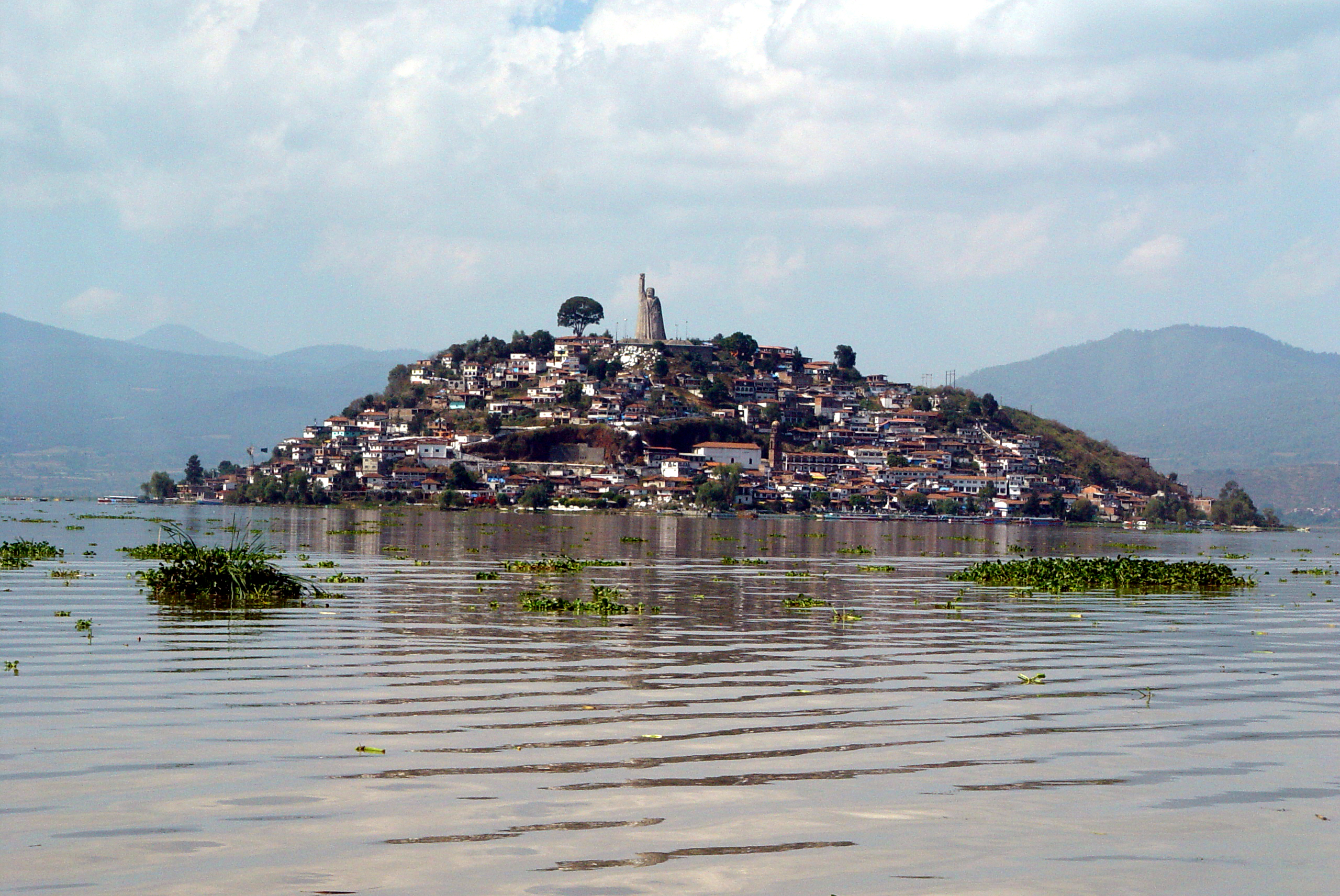
Isla Janitzio en el lago de Pátzcuaro.

Janitzio es un poema sinfónico del compositor mexicano Silvestre Revueltas estrenado en 1933 y revisado en 1936, cuya interpretación dura cerca de quince minutos. La obra es un retrato de la isla Janitzio en el lago de Pátzcuaro (Michoacán, México). El año de su estreno fue seleccionada como la obra mexicana más popular de la temporada en una encuesta organizada por la Orquesta Sinfónica de México y fue integrada en las emisiones semanales de “La hora nacional”.

## Historia
La composición de esta obra se completó el 31 de julio de 1933 y se estrenó bajo la batuta del compositor. Según algunas fuentes, esta interpretación fue de la Orquesta Sinfónica de México (OSM) en el Teatro Hidalgo de la Ciudad de México el 8 de diciembre de 1933. Sin embargo, antes de que fuera presentado al público de la OSM, Revueltas la había dirigido en el Palacio de Bellas Artes con la Orquesta del Conservatorio el 13 de octubre de 1933 en un programa que también incluía Ocho por radio de Revueltas, Leyenda de Daniel Ayala, y la primera interpretación mexicana del Canto y danza de los antiguos mexicanos de Manuel Ponce
Según una fuente, Revueltas compuso originalmente la obra para la película Janitzio, dirigida por Carlos Navarro y protagonizada por Emilio Fernández. Sin embargo, esta película, estrenada en 1935, se produjo después del estreno de la partitura de Revueltas y la música de la película se acredita a Francisco Domínguez.
La nueva versión fue hecha completada el 30 de diciembre de 1936 en el Sanitorio Ramírez Moreno de la Ciudad de México, donde fue hospitalizado por fatiga y rehabilitación por alcoholismo. La versión original estaba dedicada a Carlos Chávez y Armando Echevarría (bibliotecario de la OSM), pero la partitura revisada de 1936 no tiene dedicatoria.

## Contenido programático

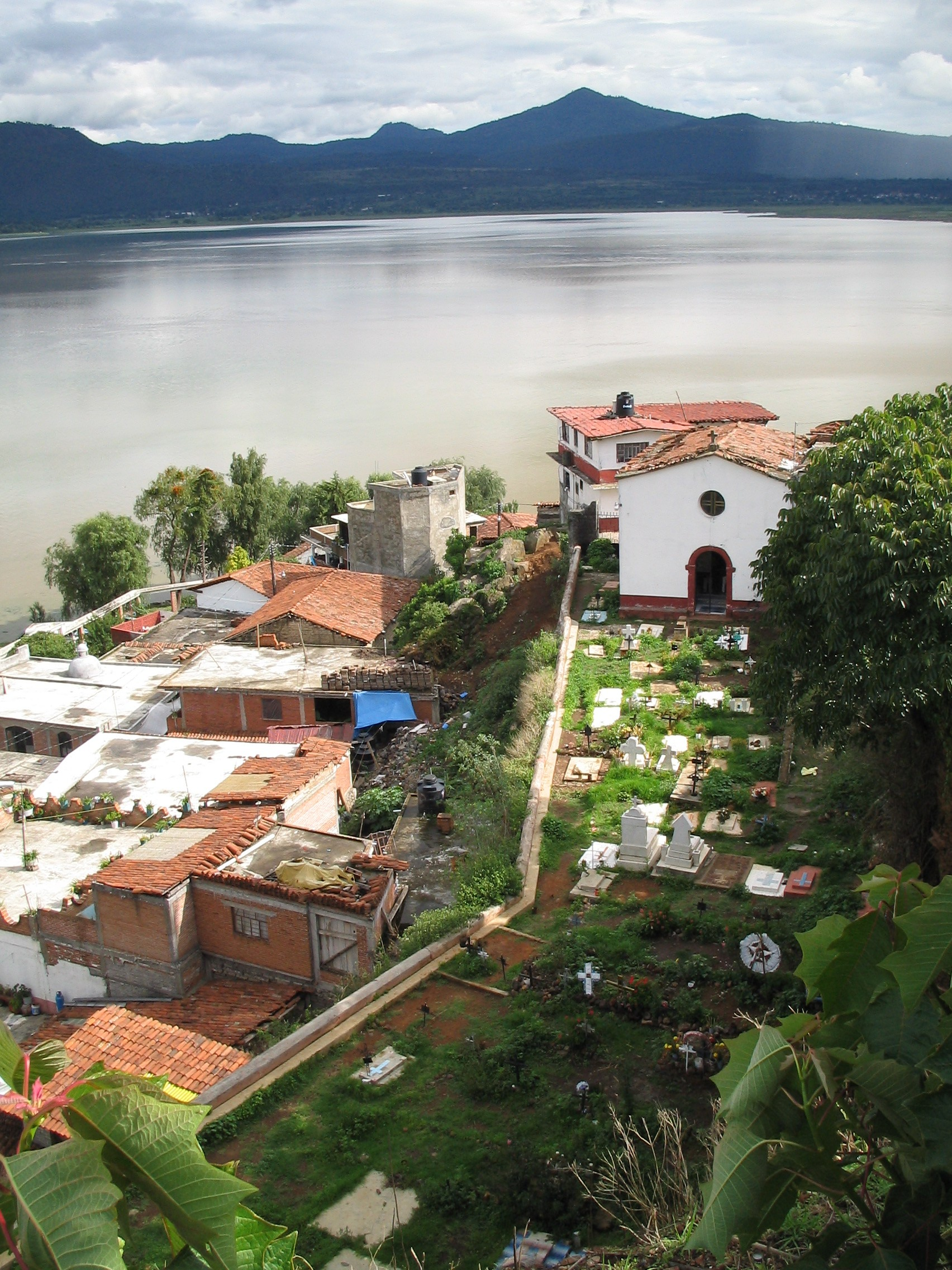
Lago de Pátzcuaro y cementerio en la isla Janitzio

Janitzio es un retrato de la isla homónima en el lago de Pátzcuaro, y es una de las dos únicas obras de Revueltas que se refieren directamente a un paisaje mexicano (el otro es Cuauhnáhuac) Algunos críticos han analizado las citas a la melodía infantil "lere lero cantilero", o las notas al programa que acompañaron el estreno --en las que Revueltas señalaba su esfuerzo "proturismo"-- para sugerir una lectura irónica de la pieza. Otros consideran que la política de izquierda del compositor hace que estas notas deben leerse "como un reflejo de su desdén por el consumismo burgués, o como un ataque a la producción artística dentro de un sistema capitalista".

## Instrumentación
La partitura está escrita para una orquesta formada por flautín, dos flautas, dos oboes, requinto (clarinete en mi bemol), clarinete bajo, dos fagotes, cuatro trompas, dos trompetas, dos trombones, tuba, platillos, caja, bombo, tam-tam (gong) y sección de cuerdas. La versión original de 1933 tenía solo dos trompas, un trombón y ninguna viola; y la caja debía tocarse sin las trampas, y la palabra "gong" aparece en lugar de "tam-tam".

## Estructura y análisis
La pieza consta de tres secciones o movimientos:
- I. Con brio (c. 1-177)
- II. Lento espressivo (molto sostenuto e cantabile) (c. 177-238)
- III. Tempo I (c. 239-386)

Janitzio sigue la estructura de tres partes que Revueltas favorecía en todas sus obras orquestales, con una sección intermedia lenta y lírica. Esto también se ha descrito, de manera algo diferente, como una estructura "rápida-lenta- radiante".
La animada apertura emplea ciertos giros melódicos propios de la región, que pueden haber sido modelados de un son purépecha llamado "La Reina de los Huajiniguiles", de Uruapan en el estado de Michoacán. Hay dos grupos temáticos principales. La primera está formada por tres celdas motívicas, ubicadas en los primeros cuatro compases y caracterizadas principalmente por sus ritmos, a partir de las cuales se genera toda la obra: una cuarta perfecta ascendente de Mi a La, un segmento de escala Sol♯ –La– Si– (Do♯); y un tercio mayor descendente de Do♯ –La. Estos establecen claramente la clave de la mayor.
El segundo grupo temático (c. 89-138) es más compacto que el primero y es principalmente lírico en lugar de rítmico. No está claro que este sea en realidad un grupo temático secundario como se encuentra en una forma sonata-allegro. En cambio, es esencialmente evolutivo.
La sección central contrasta por su simplicidad, un tempo más lento de 3/4 (aunque hay variaciones métricas en toda la sección). Se trata de un tema lírico de dos voces, presentado primero por el clarinete y el fagot sobre un acompañamiento de bajo ostinato. La tonalidad de sol mayor se establece mediante un sol pedal insistente en los bajos, así como por el Re dominante de la tuba en el compás 183 y una cadencia tónica dominante. Se continúa con el desarrollo temático del apartado anterior.
En la parte central de la sección final (entre 28 y 29), Revueltas utiliza una "distorsión" característica de su estilo. Un vals en La mayor, que evoca el ambiente de la música de salón del siglo XIX se contradice con una presentación surrealista en los metales con Si♭.

## Recepción de la obra
Desde el principio, Janitzio fue un gran éxito entre el público y la prensa mexicana. Un crítico informó que la audiencia exigió que se repitiera Janitzio. Otra reseña del estreno informó que junto Cuauhnáhuac y Colorines, Janitzio es de las mejores piezas de Revueltas pues expresa los estados en contraste de la psique mexicana: el lado romántico y la cruda realidad.
Janitzio puede leerse dentro de un momento en la evolución de Revueltas en el que se escucha lo popular, lo moderno, lo urbano, lo campesino, el indio, el militar, la vida en la calle, el mercado y el baile. Aunque la música a veces celebra la pluralidad y vitalidad de la sociedad mexicana, también reconoce claros conflictos culturales y sociales. Mientras que los ejemplos más duros y modernistas de este estilo, como Esquinas y Ventanas (ambos de 1931) recibieron una cálida bienvenida por parte del público, los ejemplos más líricos y suaves, como Colorines (1932) y Janitzio, fueron recibidos con entusiasmo. De hecho, en la encuesta anual realizada al final de la temporada 1933 de OSM, Janitzio ocupó el primer lugar con 221 votos, por delante incluso de Pinos de Roma de Ottorino Respighi (210 votos), El pájaro de fuego de Igor Stravinsky (198 votos) y el Concierto para piano de Robert Schumann (142 votos). Esto contrastaba fuertemente con Ventanas, que había recibido solo 27 votos en la encuesta del año anterior.

## Discografía selecta
- Desde la bahía de Nápoles. Rossellini: Canciones de la bahía de Nápoles (suite dal balletto omonimo); Rossellini, Ninna Nanna (berceuse italiana, tratta dall'opera, La Guerra); Albéniz: Triana (de Iberia); Silvestre Revueltas Janitzio; Granados: Intermezzo (de Goyescas); Lecuona: La comparsa (danza cubana); José White: La bella cubana. Sinfónica de Colombia; Efrem Kurtz. LP recordind (monoaural). Columbia CL-773. Nueva York: Columbia, 1956.
- Revueltas: Janitzio; Bernal Jiménez: Tres cartas de México; Ponce: Ferial, divertimento sinfónico. Orquesta Sinfónica Nacional de México, José Ives Limantour. LP (monoaural). Serie INBA. Musart MCD 3015. México: Discos Musart, 1958.
- Rolón, Galindo y Revueltas. Rolón: Concierto para piano; Galindo: Sones de Mariachi; Revueltas: Janitzio. Miguel García Mora, piano; Orquesta Sinfónica Nacional; Luis Herrera de la Fuente. RCA MKL-1815 (monoaural). MKS-1815 (estéreo). México: RCA Victor, 1969.
- Revueltas: Musica orquestal. (Sensemaya, Redes, Itinerarios, Caminos, Homenaje a Federico García Lorca, Danza geométrica, Cuauhnáhuac, Janitzio). Nueva Orquesta Filarmónica; Eduardo Mata. Conjunto de 2 LP (estéreo). RCA Victor MRSA-1. México: RCA Victor, 1976. Un disco reeditado por separado en los EE. UU. Como: Música de Revueltas. (Sensemayá, Redes, Caminos, Itinerarios, Janitzio). LP RCA Red Seal ARL1-2320 (estéreo). [Estados Unidos]: RCA. Reeditado en CD, con material adicional, como Silvestre Revueltas: Antología orquestal y de cámara. Edición conmemorativa del centenario 1899–1999 / Revueltas: Antología del centenario 1899–1999: 15 obras maestras. 2 CD. Sello rojo RCA 09026-63548-2. México: Conaculta-INBA; Nueva York: BMG, 1999.
- Música mexicana de Chávez, Revueltas, Villa-Lobos, Mabarak, Quintanar, Galindo, Halffter, Moncayo. Filarmónica de la Ciudad de México; Fernando Lozano. Grabado en la Sala Ollin Yoliztli, México, septiembre de 1980 y octubre de 1982. 2 CD (estéreo). Forlane UCD 16688 y 16689. [Francia]: UMIP, 1993.
- Música de México, Vol. 3. Blas Galindo: Sones de Mariachi; Rodolfo Halffter: Obertura festiva Op. 21; Revueltas: Janitzio y Cuauhnáhuac. Miguel Bernal Jiménez: Tres cartas de México (Suite sinfónica). Filarmónica de la Ciudad de México; Enrique Bátiz. LP. EMI His Master's Voice ED 27-0229-1; [Hayes, Middlesex, Inglaterra]: EMI His Master's Voice, 1985. LP, Departamento del Distrito Federal 2702291. México: Departamento del Distrito Federal, 1985. Reeditado en CD, como parte de Música mexicana Vol. 5, con otro material: Antonio Soler (orq. Rodolfo Halffter), Tres sonatas; Revueltas: Sensemayá; Ponce: "Estrellita"; Rodolfo Halffter: Tripartita; Revueltas: Ocho por radio; Villanueva: Vals poetico; Buxtehude (orq. Carlos Chávez): Chacona en mi menor. ASV CD DCA 894. Londres: Academy Sound and Vision, 1995. También publicado como Brilliant Classics 8771/5. [Países Bajos]: Brilliant Classics, 1995.
- Revueltas y Moncayo. Revueltas: Sensemayá, Cinco canciones para niños, Janitzio y Redes; Moncayo: Tierra de temporal y Huapango. CD. Spartacus, Clásicos Mexicanos SDL21020. Irma González, soprano; Filarmónica de la Ciudad de México; Gran Orquesta de la Radio de Leipzig (Tierra de temporal); Fernando Lozano. San Pedro de los Pinos, México: Spartacus, 1996.
- Danzón. Márquez: Danzón n.º 2; Javier Álvarez: Metro chabacano (versión orquesta de cuerdas); Marlos Nobre: Convergencias Op. 28; Buxtehude (orq. Carlos Chávez): Chacona en mi menor; Revueltas: Janitzio; García Caturla: Tres danzas cubanas; Carlos Chávez: Chapultepec (Obertura republicana); Lorenzo Fernández: Batuque. Sinfónica Simón Bolívar; Keri-Lynn Wilson. Grabado en agosto de 1997, Aula Magna de la Universidad Central de Venezuela. CD Dorian xCD-90254. Troy, Nueva York: Dorian, 1998.
- Revueltas: Sensemayá, Redes, Homenaje a Federico García Lorca, Janitzio, Música para charlar, Ocho por radio. Orquesta Sinfónica de Xalapa; Carlos Miguel Prieto. Grabado del 7 al 11 de junio de 2004, Teatro del Estado, Xalapa. [? formato? cinta de casete? ] Urtext JBCC 088; México: Urtext Records, 2004.
- Revueltas. Sensemayá, Redes, Homenaje a Federico García Lorca, Janitzio, Música para charlar, Ocho por radio. Neal Woolworth, trompeta; Orquesta Sinfónica de Xalapa; Carlos Miguel Prieto. Grabado del 7 al 11 de junio de 2004, Teatro del Estado, Xalapa. CD (estéreo). Registros Urtext URT88. [México]: Urtext Records, 2005.